# Небіж
Не́біж, або племі́нник (заст. не́бір, неборе́йко, племе́нник, не́тий, нетя́к) — юнак/чоловік стосовно до дядька або тітки = син брата або сестри, а також син брата або сестри чоловіка / дружини.
Двою́рідний не́біж — юнак/чоловік стосовно до двоюрідного дядька або тітки = син двоюрідного брата або сестри.
Сестри́нець, сестрі́нець, сестрі́нок — небіж, син сестри.
Слово небіж являє собою похідне утворення від небоже — форми кличного відмінка від небог (д.-рус. небогъ), що означало «бідний», «нещасний», «убогий». Спорідненою є і лексема небір (пор. неборака). Слово племінник (племенник) за походженням пов'язане з «плем'я». Застарілі терміни нетий, нетяк пов'язані з д.-рус. нетии, що походить від прасл. *netijь (раніша форма *neptijь), спорідненого зі ст.-лит. nepuotis («внук», «племінник»), давн.в-нім. nevo («племінник»), лат. nepo, род. відм. nepotis («внук», «племінник», звідси походять фр. neveu і англ. nephew, а також «непотизм»), грец. ανεψίος («двоюрідний брат»), санскр. नपात् («нащадок»). Реконструйоване пра-і.є. *nepōt («онук», початково «неповнолітній», «несамостійний») виводять зі слів *ne («не») + *pot(i)s («пан», «володар», цей корінь присутній в укр. господь).
Братанич — син брата, братаничка — донька брата. Сестринець — син сестри, сестриниця — дочка сестри.